# TV-året 2002

## Händelser

### November
- 1 november - Tyskland påbörjar övergång till marksänd digital-tv och börjar släcka ner det analoga nätet, först ut är Berlin-Potsdam.[1]

### December
- 23 december - SVT startar Barnkanalen.[2]

## TV-program

### Cartoon Network
- 16 augusti - Seriestart, He-Man and the Masters of the Universe (2002).

### Sveriges Television
- 25 februari - Kriminalserien Tusenbröder med Ola Rapace, Danilo Bejarano och Shanti Roney.
- 2 mars - Ungdomsserien Olivia Twist med Mylaine Hedreul, Michael Nyqvist och Ing-Marie Carlsson med flera.
- 8 mars - Kriminalserien Den 5:e kvinnan med Rolf Lassgård, Marie Richardson, Christer Fant med flera.
- 21 mars - Ungdomsserien Spung med Daniel Larsson, Sandra Medina, Saga Gärde, Victor Ström med flera.
- 24 mars - Komediserien Cleo med Suzanne Reuter, Johan Rheborg, Loa Falkman med flera.
- 1 april - Peter Birros Den förste zigenaren i rymden.
- 18 april - Sista avsnittet av Rederiet sänds.
- 29 maj - Den fiktiva dokumentären Konspiration 58.
- 3 oktober - Första säsongen av Skeppsholmen med Kirsti Torhaug, Sanna Bråding, Jonas Falk, Anki Lidén med flera.
- 4 november - Kriminalserien Bella bland kryddor och kriminella med Claire Wikholm, Grynet Molvig och Krister Henriksson med flera.
- 19 november - Miniserien Stackars Tom med Frida Hallgren med flera.
- 1 december - Årets julkalender är Dieselråttor och sjömansmöss.[3]

### TV3
- 10 februari - Amerikanska serien Smallville.
- 2 september - Första säsongen av talkshowen Hannah.

### TV4
- 14 januari – Komediserien Heja Björn med Olle Sarri, Helena af Sandeberg och Peter Wahlbeck.
- 17–19 september – Dokumentärserien Estonia – livlinan som brast av Maria Carlshamre och Johan Brandhammar.
- 23 september – Andra säsongen av realityserien Farmen med Hans Fahlén.

## Mest sedda program
| Program                                                    | Tittare   | Kanal | Datum       | Ref   |
| Melodifestivalen                                           | 3 720 000 | SVT1  | 1 mars      | [ 4 ] |
| Kalle Anka och hans vänner önskar god jul                  | 3 655 000 | SVT1  | 24 december | [ 4 ] |
| Expedition Robinson                                        | 3 495 000 | SVT2  | 5 januari   | [ 4 ] |
| Så ska det låta!                                           | 3 480 000 | SVT1  | 11 januari  | [ 4 ] |
| Eurovision Song Contest                                    | 3 340 000 | SVT1  | 25 maj      | [ 4 ] |
| Sverige-Tyskland, Europamästerskapet i handboll för herrar | 3 060 000 | TV4   | 3 februari  | [ 4 ] |
| Olympisk längdskidåkning, 15 kilometer för herrar          | 2 925 000 | SVT2  | 12 februari | [ 4 ] |
| Sverige-Senegal, VM i fotboll                              | 2 885 000 | TV4   | 16 juni     | [ 4 ] |
| På spåret                                                  | 2 795 000 | SVT1  | 13 december | [ 4 ] |
| Så har det låtit                                           | 2 740 000 | SVT1  | 4 januari   | [ 4 ] |

## Avlidna
- 14 februari – Nils Erik Bæhrendtz, 85, svensk radio- och TV-man, programledare för Kvitt eller dubbelt.
- 21 februari – John Thaw, 60, brittisk skådespelare (Kommissarie Morse).
- 17 juni – Per Eric Nordquist, 61, svensk producent och programledare för Café Örebro.
- 27 juni – Sigvard Hammar, 66, svensk journalist i press, radio och TV samt programledare.

### Fotnoter
1. ↑  Rainer Bücken. ”Terrestrisches Digitalfernsehen – zum Zweiten” (på tyska). Fernseh- und Kinotechnische Gesellschaft. Arkiverad från originalet den 21 juli 2015. https://web.archive.org/web/20150721192945/https://www.fktg.org/node/7653/terrestrischesdigitalfernsehen_zumzweiten. Läst 18 juli 2015.
2. ↑  SVT - Tv-historia i årtal Arkiverad 18 juni 2012 hämtat från the Wayback Machine.
3. ↑  ”Jultradition”. Arkiverad från originalet den 25 april 2012. https://web.archive.org/web/20120425112719/http://www.jultradition.se/tv.htm. Läst 26 mars 2011.
4. 1 2 3 4 5 6 7 8 9 10  "Årsrapport 2002" Arkiverad 6 januari 2014 hämtat från the Wayback Machine.. MMS.se. Läst 24 augusti 2013.